# El Coyote, Ezequiel Montes
El Coyote är en ort i Mexiko.   Den ligger i kommunen Ezequiel Montes och delstaten Querétaro Arteaga, i den centrala delen av landet, 150 km nordväst om huvudstaden Mexico City. El Coyote ligger 2 036 meter över havet och antalet invånare är 144.
Terrängen runt El Coyote är kuperad åt sydost, men åt nordväst är den platt. Runt El Coyote är det ganska tätbefolkat, med 58 invånare per kvadratkilometer. Närmaste större samhälle är Tequisquiapan, 10,7 km sydväst om El Coyote. Trakten runt El Coyote består i huvudsak av gräsmarker.